# SN 2005cs
SN 2005cs — сверхновая звезда типа II-P, вспыхнувшая 28 июня 2005 года в галактике Водоворот, которая находится в созвездии Гончие Псы.

## Характеристики

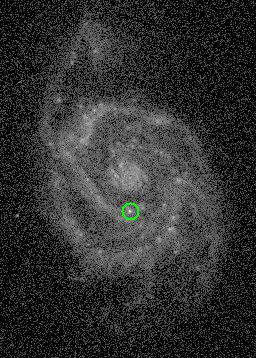
Данный снимок сверхновой в ультрафиолете показывает, насколько ярче она ядра родительской галактики.

Вспышка сверхновой произошла в рукаве спиральной галактики Водоворот, которая находится от нас на расстоянии 37 миллионов световых лет. Зарегистрировал её немецкий астроном-любитель Вольфганг Клоэр (нем. Wolfgang Kloehr). Фотографии галактики космического телескопа Хаббл до вспышки показали, что взорвавшаяся звезда была красным сверхгигантом, её спектральный класс определяется между K и поздним M-классом.

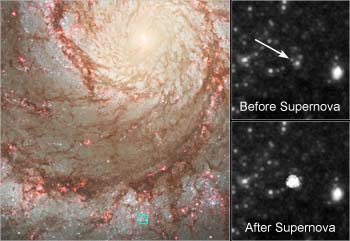
SN 2005cs. Снимок телескопа «Хаббл».

Анализ снимков позволил сделать предположение, что звезда находилась в окружении плотного пылевого кокона перед коллапсом. Сотрудниками Государственного астрономического института им. П. К. Штернберга у SN 2005cs была обнаружена рекордная для сверхновых звёзд линейная поляризация света (p = 8 %) и признаки нерелятивистского джета, взаимодействующего с окружающим межзвёздным веществом. Более поздние расчёты позволили выяснить некоторые свойства прародителя сверхновой: масса звезды должна была равняться примерно 17,3 массам Солнца, а радиус — 600 солнечных. При этом энергия взрыва должна была составлять порядка 4,1⋅1050 Эрг.
Вспышка сверхновой помогла определить более точно расстояние до галактики Водоворот. В этой галактике была также ещё зарегистрирована сверхновая SN 1994I.